# Heteronutarsus aegyptiacus
Heteronutarsus aegyptiacus är en bönsyrseart som beskrevs av Lefebvre 1835. Heteronutarsus aegyptiacus ingår i släktet Heteronutarsus och familjen Eremiaphilidae. Inga underarter finns listade i Catalogue of Life.